# Bebryce crucifera
Bebryce crucifera is een zachte koraalsoort uit de familie Plexauridae. De koraalsoort komt uit het geslacht Bebryce. Bebryce crucifera werd in 1981 voor het eerst wetenschappelijk beschreven door Bayer. 